# Apogon septemstriatus
Apogon septemstriatus és una espècie de peix de la família dels apogònids i de l'ordre dels perciformes.

## Morfologia
Els mascles poden assolir els 5,3 cm de longitud total.

## Distribució geogràfica
Es troba a les Filipines i Austràlia.